# Persone di cognome Reynolds
| Questa pagina contiene informazioni ricavate automaticamente dalle voci biografiche con l'ausilio del template Bio e di un bot. L'aggiornamento è periodico e automatico e ricostruisce completamente la pagina. Se manca una persona in questa lista, sei pregato di non aggiungerla, ma accertati piuttosto che la sua voce biografica contenga il template Bio e che i dati anagrafici siano correttamente compilati. Se il template Bio manca, inseriscilo tu stesso o, in alternativa, metti l'avviso {{tmp\|Bio}} che ne segnala la mancanza. Se i dati riportati sono sbagliati, correggi direttamente la voce biografica; le modifiche saranno visibili in questa lista entro pochi giorni. Per chiarimenti vedi il progetto antroponimi. La lista contiene solo le 84 persone che sono citate nell'enciclopedia e per le quali è stato implementato correttamente il template Bio. Pagina aggiornata al 7 mag 2025. |

Questa è una lista di persone presenti nell'enciclopedia che hanno il cognome Reynolds, suddivise per attività principale.

## Allenatori di calcio(1)
- Jack Reynolds, allenatore di calcio e calciatore inglese (Manchester, n. 1881 - Amsterdam, † 1962)

## Allenatori di pallacanestro(1)
- Jerry Reynolds, allenatore di pallacanestro e dirigente sportivo statunitense (French Lick, n. 1944)

## Ammiragli(1)
- John Reynolds, ammiraglio e politico britannico (Inghilterra, n. 1713 - Londra, † 1788)

## Architetti(1)
- Mike Reynolds, architetto statunitense (Louisville)

## Arcivescovi cattolici(1)
- Walter Reynolds, arcivescovo cattolico e politico britannico (Mortlake, † 1327)

## Astrofisici(1)
- Alastair Reynolds, astrofisico e scrittore britannico (Barry, n. 1966)

## Attori(9)
- Corey Reynolds, attore statunitense (Richmond, n. 1974)
- Don Reynolds, attore statunitense (Odell, n. 1937 - Fort Worth, † 2019)
- Jacob Reynolds, attore statunitense (St. Petersburg, n. 1983)
- James Reynolds, attore e produttore cinematografico statunitense (Oskaloosa, n. 1946)
- John Paul Reynolds, attore statunitense (Madison, n. 1991)
- Noah Reynolds, attore statunitense (Filadelfia, † 1948)
- Peter Reynolds, attore britannico (Wilmslow, n. 1921 - Sydney, † 1975)
- Ryan Reynolds, attore e produttore cinematografico canadese (Vancouver, n. 1976)
- William Reynolds, attore statunitense (Los Angeles, n. 1931 - Wildomar, † 2022)

## Attrici(5)
- Debbie Reynolds, attrice, cantante e ballerina statunitense (El Paso, n. 1932 - Los Angeles, † 2016)
- Marjorie Reynolds, attrice statunitense (Buhl, n. 1917 - Manhattan Beach, † 1997)
- Rose Reynolds, attrice e cantante britannica (Exeter, n. 1991)
- Tanya Reynolds, attrice britannica (Woodstock, n. 1991)
- Vera Reynolds, attrice statunitense (Richmond, n. 1899 - Hollywood, † 1962)

## Calciatori(4)
- Alastair Reynolds, calciatore scozzese (Edimburgo, n. 1996)
- Jack Reynolds, calciatore britannico (Blackburn, n. 1869 - Sheffield, † 1917)
- Mark Reynolds, calciatore scozzese (Motherwell, n. 1987)
- Richard Reynolds, ex calciatore inglese (Looe, n. 1948)

## Cantautori(2)
- Dan Reynolds, cantautore, musicista e produttore discografico statunitense (Las Vegas, n. 1987)
- Rou Reynolds, cantautore, polistrumentista e disc jockey britannico (St Albans, n. 1986)

## Cantautrici(1)
- Malvina Reynolds, cantautrice e attivista statunitense (San Francisco, n. 1900 - Berkeley, † 1978)

## Cestisti(9)
- J.R. Reynolds, ex cestista statunitense (Roanoke, n. 1984)
- Scottie Reynolds, cestista statunitense (Huntsville, n. 1987)
- Blake Reynolds, ex cestista statunitense (Jackson, n. 1996)
- Cameron Reynolds, cestista statunitense (Pearland, n. 1995)
- Fred Reynolds, ex cestista statunitense (Lufkin, n. 1960)
- George Reynolds, ex cestista statunitense (n. 1947)
- Jalen Reynolds, cestista statunitense (Detroit, n. 1992)
- Jerry Reynolds, ex cestista e allenatore di pallacanestro statunitense (Brooklyn, n. 1962)
- Warren Reynolds, ex cestista canadese (Toronto, n. 1936)

## Chitarristi(1)
- Jay Reynolds, chitarrista e polistrumentista statunitense (Los Angeles, n. 1969)

## Critici musicali(1)
- Simon Reynolds, critico musicale britannico (Londra, n. 1963)

## Direttori d'orchestra(1)
- H. Robert Reynolds, direttore d'orchestra e compositore statunitense (Canton, n. 1934)

## Direttori della fotografia(1)
- Ben F. Reynolds, direttore della fotografia statunitense (Woodville, n. 1890 - Los Angeles, † 1948)

## Esploratori(2)
- Charley Reynolds, esploratore statunitense (Warren County, n. 1842 - Little Bighorn, † 1876)
- Jeremiah N. Reynolds, esploratore, saggista e docente statunitense (Pennsylvania, n. 1799 - New York, † 1858)

## Filologi(1)
- Leighton Durham Reynolds, filologo classico e latinista britannico (Abercanaid, n. 1930 - Oxford, † 1999)

## Fisici(1)
- Osborne Reynolds, fisico e ingegnere britannico (Belfast, n. 1842 - Watchet, † 1912)

## Fotografi(1)
- Brooks Reynolds, fotografo e regista canadese (Burlington)

## Fumettisti(1)
- Chris Reynolds, fumettista britannico (n. 1960 - † 2023)

## Generali(1)
- John Fulton Reynolds, generale statunitense (Lancaster, n. 1820 - Gettysburg, † 1863)

## Giavellottisti(1)
- Albert Reynolds, giavellottista santaluciano (Castries, n. 1988)

## Ginnasti(1)
- Robert Reynolds, ginnasta e multiplista statunitense (Ancaster, n. 1881 - Royal Oak, † 1955)

## Giocatori di baseball(2)
- Bryan Reynolds, giocatore di baseball statunitense (Baltimora, n. 1995)
- Matt Reynolds, giocatore di baseball statunitense (Tulsa, n. 1990)

## Giocatori di football americano(5)
- Jamal Reynolds, ex giocatore di football americano statunitense (Augusta, n. 1979)
- Josh Reynolds, giocatore di football americano statunitense (San Antonio, n. 1995)
- Keenan Reynolds, ex giocatore di football americano statunitense (Antioch, n. 1994)
- LaRoy Reynolds, giocatore di football americano statunitense (Norfolk, n. 1990)
- M.C. Reynolds, giocatore di football americano statunitense (Mansfield, n. 1935 - Shreveport, † 1991)

## Illustratori(1)
- Wayne Reynolds, illustratore britannico (Leeds)

## Medici(1)
- James Henry Reynolds, medico e militare britannico (Dublino, n. 1844 - Londra, † 1932)

## Montatori(2)
- Harry Reynolds, montatore statunitense (Fresno, n. 1901 - Hollywood, † 1971)
- William Reynolds, montatore statunitense (Elmira, n. 1910 - South Pasadena, † 1997)

## Musiciste(1)
- Sean Yseult, musicista statunitense (North Carolina, n. 1966)

## Nuotatori(1)
- Peter Reynolds, nuotatore australiano (n. 1948 - † 2012)

## Ostacolisti(1)
- Ben Reynolds, ostacolista britannico (Dundonald, n. 1990)

## Pattinatori artistici su ghiaccio(1)
- Kevin Reynolds, pattinatore artistico su ghiaccio canadese (North Vancouver, n. 1990)

## Piloti motociclistici(1)
- John Reynolds, pilota motociclistico britannico (Nottingham, n. 1963)

## Pittori(1)
- Joshua Reynolds, pittore inglese (Plympton, n. 1723 - Londra, † 1792)

## Politici(2)
- Albert Reynolds, politico irlandese (Rooskey, n. 1932 - Dublino, † 2014)
- Mel Reynolds, politico statunitense (Mound Bayou, n. 1952)

## Registi(2)
- Kevin Reynolds, regista e sceneggiatore statunitense (Waco, n. 1952)
- Lynn Reynolds, regista e sceneggiatore statunitense (Harlem, n. 1891 - Los Angeles, † 1927)

## Religiosi(1)
- Richard Reynolds, religioso e teologo inglese (Devon - Tyburn, † 1535)

## Rugbisti a 15(1)
- Ross Reynolds, ex rugbista a 15, allenatore di rugby a 15 e imprenditore australiano (Orange, n. 1958)

## Sceneggiatori(2)
- David Reynolds, sceneggiatore statunitense (Placerville, n. 1966)
- Jim Reynolds, sceneggiatore e produttore televisivo statunitense

## Scenografi(1)
- Norman Reynolds, scenografo e regista britannico (Londra, n. 1934 - Cheltenham, † 2023)

## Scrittori(3)
- Mack Reynolds, scrittore e giornalista statunitense (Corcoran, n. 1917 - San Luis Potosí, † 1983)
- James Reynolds, scrittore, pittore e illustratore statunitense (Syracuse, n. 1891 - Bellagio, † 1957)
- Jason Reynolds, scrittore e poeta statunitense (Washington, n. 1983)

## Skater(1)
- Andrew Reynolds, skater statunitense (Lakeland, n. 1978)

## Storiche(1)
- Susan Reynolds, storica britannica (Londra, n. 1929 - Londra, † 2021)

## Tenniste(1)
- Candy Reynolds, tennista statunitense (Knoxville, n. 1955)

## Tennisti(1)
- Bobby Reynolds, ex tennista statunitense (Cape Cod, n. 1982)

## Velisti(1)
- Mark Reynolds, ex velista statunitense (San Diego, n. 1955)

## Velocisti(1)
- Martin Reynolds, ex velocista britannico (n. 1949)